# Teceu Mic, Maramureș
Teceu Mic este un sat în comuna Remeți din județul Maramureș, Transilvania, România.

## Istoric
Numele vechi a localității este Huta. 
Prima atestare documentară: 1389 (Kis-Techu). 

## Etimologie
Etimologia numelui localității: posibil din n. pers. ucr. Teačev > magh. Técsö. 

## Demografie
La recensământul din 2011, populația era de 183 locuitori. 